# Osiedle Związkowiec (Kielce)
Os. Związkowiec – osiedle domków jednorodzinnych w Kielcach wybudowanych w latach 70. i 80. XX wieku, zlokalizowane w północnej części miasta.
W czasach PRL było prawdziwą wizytówką Kielc. Obszar, na którym znajduje się osiedle należał niegdyś do nieistniejącej dziś gminy Dąbrowa.
Osiedle położone jest na wzgórzu i od północnej strony sąsiaduje z ogródkami „Zacisze”, a od południowej z os. Uroczysko. Od wschodniej strony osiedle zamyka ul. Warszawska – jedna z głównych arterii miasta.